# TRIANGLE (アルバム)
『TRIANGLE』（トライアングル）は、Party Rocketsのメジャー1枚目のアルバム。
2014年12月17日にROCKET BEATSから発売。

## 概要
これまでの旧音源は全曲リテイクし再収録、またアルバムリード曲にもなる新曲も含め全14曲入り。
新曲「Secret Moon」は、2ndシングル「MIRAIE」以来のエリック・マーティン（MR. BIG）作曲である。また本作のアートワークは、これまでのシングルジャケットも手掛けてきた石井はるかが担当。

## 収録内容
| #   | タイトル                    | 作詞      | 作曲                       | 編曲                  | 時間 |
| --- | --------------------------- | --------- | -------------------------- | --------------------- | ---- |
| 1.  | 「RAINBOW!」                | 吉水 孝之 | 三宅 英明                  | 三宅 英明             | 4:47 |
| 2.  | 「Let's Go!!」              | 三宅 英明 | 三宅 英明                  | 三宅 英明             | 4:51 |
| 3.  | 「MIRAIE」                  | 吉水 孝之 | Eric Martin / Andre Pessis | 三宅 英明 / 浅場 佳苗 | 4:13 |
| 4.  | 「初恋ロケット」            | 吉水 孝之 | 三宅 英明                  | 三宅 英明 / 浅場 佳苗 | 3:11 |
| 5.  | 「絶対♡LOVE」               | 吉水 孝之 | 三宅 英明                  | 三宅 英明 / 浅場 佳苗 | 3:31 |
| 6.  | 「日常ドリーマー」          | 吉水 孝之 | 三宅 英明                  | 三宅 英明             | 3:48 |
| 7.  | 「スタートライン」          | 吉水 孝之 | 三宅 英明                  | 三宅 英明             | 5:37 |
| 8.  | 「アゲハ今」                | 吉水 孝之 | 三宅 英明                  | 三宅 英明             | 4:32 |
| 9.  | 「ROCKIN' HORSE BALLERINA」 | 吉水 孝之 | 三宅 英明                  | 三宅 英明             | 4:36 |
| 10. | 「KASABUTA」                | 吉水 孝之 | 三宅 英明                  | 三宅 英明             | 4:49 |
| 11. | 「Secret Moon」             | 吉水 孝之 | Eric Martin / Andre Pessis | 三宅 英明             | 4:03 |
| 12. | 「弾丸ハイジャンプ」        | 吉水 孝之 | ATO                        | ATO / 浅場 佳苗       | 4:29 |
| 13. | 「セツナソラ」              | 吉水 孝之 | 三宅 英明                  | 三宅 英明             | 4:27 |
| 14. | 「イマジンな愛の歌」        | 吉水 孝之 | 三宅 英明                  | 三宅 英明             | 3:58 |